# Salpingophora
Salpingophora es un género de coleópteros adéfagos de la familia Carabidae.

## Especies
Contiene las siguientes especies:
- Salpingophora bellana (W. Horn, 1905)
- Salpingophora hanseatica (W. Horn, 1927)
- Salpingophora helferi (Schaum, 1863)
- Salpingophora maindroni (W. Horn, 1897)
- Salpingophora rueppelii (Guerin-Meneville, 1847)